# 奥列格·西涅古博夫
奥列格·瓦西里耶维奇·西涅古博夫（羅馬化：Oleh Vasyliovych Syniehubov；1983年8月10日—），法学博士，乌克兰人民公仆党籍政治家、律师、科学家和企业家，自2021年12月24日起任哈尔科夫州州长，此前担任波尔塔瓦州州长(2019年11月11日任命)。